# Parque de Serralves

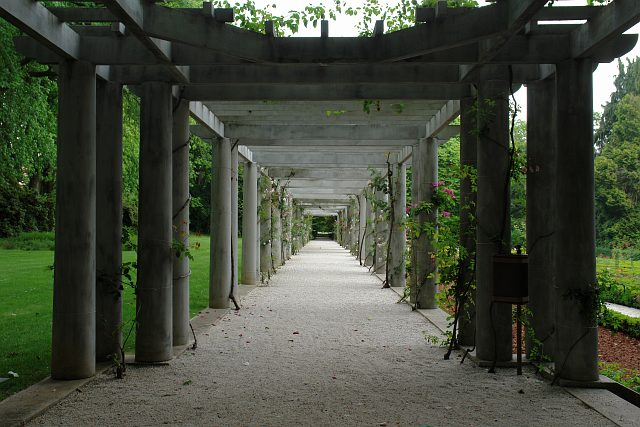
Roseiral

O Parque de Serralves é um espaço verde, que se estende por 18 hectares e que envolve o Museu de Arte Contemporânea (Fundação de Serralves), edifício projectado pelo arquitecto Siza Vieira na cidade do Porto, em Portugal.
Ao longo do parque obras de arte de vários artistas contemporâneos estão expostas, ao lado da flora típica da Região Norte de Portugal, como carvalhos, bétulas e o teixo.
O projecto para o jardim da Casa de Serralves foi encomendado pelo Conde de Vizela ao arquitecto Jacques Gréber em 1932. O parque resulta de processos de desenho de uma paisagem ao longo de mais de um século, constituindo uma unidade temporal e espacialmente complexa, incluindo vestígios de um jardim do século XIX, a Quinta do Mata-Sete e o jardim da Casa de Serralves.

## Treetop Walk
Em setembro de 2019 o Parque de Serralves passou a ter um passadiço de madeira elevado ao nível da copa das árvores – chama-se “Treetop Walk”.
O percurso tem 260 metros de extensão entre 1,5 e 15 metros de altura, permitindo uma experiência ao nível da observação e estudo da fauna e flora.
O objetivo deste passadiço é valorizar o espaço natural do parque e permitir que os visitantes tenham acesso a uma parte de Serralves que não estão habituadas a ter.
O projeto, concebido pelo arquiteto Carlos Castanheira em colaboração com Siza Vieira, nasce de uma colaboração com o Fundo Ambiental do Estado Português e que tem a empresa Ascendi como mecenas.